# Eremedaille van de Administratie van het Gevangeniswezen
De Eremedaille van de Administratie van het Gevangeniswezen (Frans:Médaille d'honneur de l'Administration pénitentiaire) is een op 31 december 2003 ingestelde Franse eremedaille. Deze onderscheiding van de Franse minister van Justitie is de opvolger van de op 6 juli 1896 door de minister van Binnenlandse Zaken ingestelde Eremedaille van het Gevangeniswezen (Frans: Médaille Pénitentiaire ).
De medaille wordt in drie graden uitgereikt voor verdiensten en op jubilea van gevangenispersoneel.
- Bronzen medaille (Bronze)
- Zilveren medaille (Argent)
- Gouden medaille (Or)

Voor deze medaille komen bewakers, reclasseringspersoneel, opzichters, de medewerkers van de medische dienst en ook de medewerkers in de sociale zorg en nazorg in aanmerking.
De Franse regering houdt zich in het decoratiebeleid aan strikte jaarlijkse quota, de zogeheten contingenten. Voor deze medailles is vastgelegd dat ieder jaar niet meer dan 250 bronzen, 100 zilveren en 50 gouden medailles mogen worden uitgereikt.
De bronzen medaille kan na 15 jaar dienst voor de overheid waarvan ten minste 10 jaar in de administratie van de gevangenissen worden toegekend. Na vijf jaar kan men dan de zilveren medaille verwerven. De gouden medaille kan nog weer vijf jaar later worden uitgereikt.
Er is een overgangsregeling voor de dragers van de oude Eremedaille van het Gevangeniswezen, De dragers daarvan worden gelijkgesteld met de dragers van de nieuwe bronzen medaille. 

## De medaille
De door Louis-Oscar Roty gegraveerde ronde medailles dragen aan de voorzijde de beeltenis van "Marianne", het zinnebeeld van de Franse Republiek. Zij draagt de traditionele Frygische muts. Het rondschrift luidt REPUBLIQUE  FRANÇAISE.
Op de keerzijde staat onder een vijfpuntige ster HONNEUR ET DISCIPLINE. Op een kleine op een lauwerkrans gelegde cartouche is ruimte voor een inscriptie. Het rondschrift luidt ADMINISTRATION PENITENTIAIRE'
Alle drie de medailles hebben een diameter van 27 millimeter. Zij worden aan een 35 millimeter breed groen zijden lint met amarantrode chevrons op de linkerborst gedragen. Op het lint van de zilveren medaille is een kleine rozet met een diameter van 15 millimeter bevestigd. Op het lint van de gouden medaille zit een grote rozet, deze heeft een diameter van 25 millimeter, beide in de kleuren van het lint.

## Protocol
Het is gebruik om de Franse medailles op 1 januari en 14 juli uit te reiken. Dat gebeurt tijdens parades en plechtigheden. De onderscheidingen worden de onwaardige, want wegens een misdrijf veroordeelde, dragers ook weer ceremonieel afgenomen. Wanneer men op uniformen geen modelversierselen draagt is een kleine rechthoekige baton in de kleuren van het lint voorgeschreven. Op de baton mag een rozet worden gemonteerd. 
De medaille wordt ook als miniatuur gedragen op bijvoorbeeld een rokkostuum.